# Truism
Un truism este o afirmație care este atât de evidentă încât nu mai este necesar să fie enunțată, cu excepția cazului în care este folosită ca aluzie sau ca expresie literară sau retorică.
În filosofie, o propoziție care menționează condițiile incomplete ale unui adevăr poate fi considerată un truism.
Un exemplu de astfel de afirmație ar fi: „În condițiile potrivite soarele răsare”. Fără precizarea contextului  – o declarație a ceea ce reprezintă aceste condiții potrivite - propoziția este adevărată și nu poate fi contestată. O afirmație care este adevărată prin definiție (de exemplu, lapalisada „Dacă nu ar fi fost mort, el ar fi încă în viață”) ar putea fi considerată, de asemenea, un truism.
Cuvântul poate fi, de asemenea, folosit cu un sens diferit în retorică pentru a ascunde faptul că o afirmație este de fapt doar o opinie.
Unul dintre scriitorii care au folosit truismele în opera literară a fost Ion Luca Caragiale. Astfel, discursul lui Nae Cațavencu din comedia O scrisoare pierdută (1883) este o colecție de truisme: „un popor care nu merge înainte stă pe loc, [...] ba chiar dă înapoi, că legea progresului este așa, că cu cât mergi mai iute, cu atât ajungi mai departe”.